# Tênis de mesa nos Jogos da Lusofonia de 2009
O tênis de mesa (português brasileiro) ou ténis de mesa (português europeu) nos Jogos da Lusofonia de 2009 foi disputado na Sala Tejo do Pavilhão Atlântico em Lisboa, Portugal. No total foram realizados 4 eventos nos dias 12 e 13 de julho de 2009.

## Calendário
| Tênis de mesa | Julho | Julho | Julho | Julho | Julho | Julho | Julho | Julho | Julho | Julho |
| Tênis de mesa | 10    | 11    | 12    | 13    | 14    | 15    | 16    | 17    | 18    | 19    |
| ------------- | ----- | ----- | ----- | ----- | ----- | ----- | ----- | ----- | ----- | ----- |
| Masculino     |       |       | 1     | 1     |       |       |       |       |       |       |
| Feminino      |       |       | 1     | 1     |       |       |       |       |       |       |

|  | Dia de competição |  | Dia de final |

## Medalhistas

### Masculino
| Evento           | Ouro            | Prata              | Bronze           |
| ---------------- | --------------- | ------------------ | ---------------- |
| Simples detalhes | POR André Silva | POR Nuno Henriques | MAC Kin Wa Leong |
| Equipes detalhes | POR Portugal    | BRA Brasil         | MAC Macau        |

### Feminino
| Evento           | Ouro            | Prata              | Bronze                 |
| ---------------- | --------------- | ------------------ | ---------------------- |
| Simples detalhes | BRA Lígia Silva | BRA Mariany Nonaka | POR Ana Cristina Neves |
| Equipes detalhes | BRA Brasil      | POR Portugal       | MAC Macau              |

## Quadro de medalhas
| Ordem | País         | Medalha de ouro | Medalha de prata | Medalha de bronze | Total |
| ----- | ------------ | --------------- | ---------------- | ----------------- | ----- |
| 1     | POR Portugal | 2               | 2                | 1                 | 5     |
| 2     | BRA Brasil   | 2               | 2                | 0                 | 4     |
| 3     | MAC Macau    | 0               | 0                | 3                 | 3     |
| Total | Total        | 4               | 4                | 4                 | 12    |